# Oakfield (Wisconsin)
Oakfield – miasto w Stanach Zjednoczonych, w stanie Wisconsin, w hrabstwie Fond du Lac.